# Boczki Domaradzkie (gromada)
Boczki Domaradzkie – dawna gromada, czyli najmniejsza jednostka podziału terytorialnego Polskiej Rzeczypospolitej Ludowej w latach 1954-1972.
Gromadę Boczki Domaradzkie siedzibą GRN w Boczkach Domaradzkich utworzono w powiecie łowickim w woj. łódzkim, na mocy uchwały nr 33/54 WRN w Łodzi z dnia 4 października 1954. W skład jednostki weszły obszary dotychczasowych gromad Chlebowice, Boczki Domaradzkie, Boczki Zarzeczne, Helenów i Gawronki (z wyłączeniem wsi Sopel położonej obok gromady Ziewanice) oraz PGR Glinnik z dotychczasowej gromady Popówek Włościański ze zniesionej gminy Antoniew, ponadto obszar dotychczasowej gromady Władysławów ze zniesionej gminy Bielawy, w tymże powiecie. Dla gromady ustalono 12 członków gromadzkiej rady narodowej.
Gromadę zniesiono 31 grudnia 1959, a jej obszar włączono do gromady Antoniew.
Uwaga: Nie mylić z gromadą Boczki w powiecie łowickim.